# Highbury
 For alternative betydninger, se Highbury (flertydig). (Se også artikler, som begynder med Highbury)
Highbury er et distrikt i London Borough of Islington med postkoden N5. 
51°33′07″N 0°05′49″V / 51.552°N 0.097°V